# Kreuz Leverkusen
Kreuz Leverkusen is een knooppunt in de Duitse deelstaat Noordrijn-Westfalen.
Op dit knooppunt kruist de A3 (Nederlandse grens ter hoogte van Emmerich am Rhein - Oostenrijkse grens ter hoogte van Passau) de A1 (Heiligenhafen-Saarbrücken).

## Geografie
Het knooppunt is gelegen in de stad Leverkusen, ongeveer 10 km ten noorden van Keulen en ongeveer 30 km ten zuiden van Düsseldorf. De kruising ligt midden in de Metropoolregio Rijn-Ruhr.
De ringweg van Keulen wordt dankzij deze kruising afgesloten in het noordoosten.
De A1 richting Dortmund doorkruist het Bergisches Land.
Bijzonderheden
In de directe omgeving van het knooppunt ligt een complex van Bayer in het Chemiepark Leverkusen en Sportpark Leverkusen. Daarnaast liggen de BayArena (het voetbalstadion van Bayer 04 Leverkusen) en de Smidt-Arena ook in de nabije omgeving.

## Configuratie
Knooppunt
Het is een klaverbladknooppunt met rangeerbanen.
Rijstrook
Nabij het knooppunt heeft de A1 2x2 rijstroken en de A3 heeft hier 2x3 rijstroken.
Alle verbindingswegen hebben één rijstrook.

## Verkeersintensiteiten
Het Kreuz Leverkusen is na het Frankfurter Kreuz en het Kreuz Köln-Ost met 235.000 passerende voertuigen per dag het op twee na drukste knooppunt van Duitsland.
| Van                | Naar                     | Gemiddeld aantal voertuigen per dag. |
| ------------------ | ------------------------ | ------------------------------------ |
| AS Burscheid (A 1) | AK Leverkusen            | 82.200                               |
| AK Leverkusen      | AK Leverkusen-West (A 1) | 101.600                              |
| AS Opladen (A 3)   | AK Leverkusen            | 129.200                              |
| AK Leverkusen      | AS Leverkusen (A 3)      | 157.600                              |

## Richtingen knooppunt
| Aansluitende wegen                                   | Aansluitende wegen                          | Aansluitende wegen                              | Aansluitende wegen | Aansluitende wegen |
| ---------------------------------------------------- | ------------------------------------------- | ----------------------------------------------- | ------------------ | ------------------ |
|                                                      |                                             | richting Düsseldorf / Oberhausen Wuppertal-West |                    |                    |
|                                                      |                                             |                                                 |                    |                    |
| richting Keulen-Nord / Düsseldorf-Süd Koblenz / Aken | richting Remscheid / Wuppertal-Ost Dortmund |                                                 |                    |                    |
|                                                      |                                             |                                                 |                    |                    |
|                                                      |                                             | richting Keulen / Olpe Frankfurt am Main        |                    |                    |

## Weblinks
- Informationen zum Ausbaustand und -planung des Kölner Autobahnrings (Abruf: 23. Dezember 2012), Landesbetrieb Straßenbau NRW